# Li Österberg
Li Sara Sofi Österberg, född 14 februari 1978 i Uppsala, är en svensk serieskapare. Hon har tecknat Johannasviten, skriven av Patrik Rochling, och gjort Det är inte så här det ska vara och Nekyia med flera album efter eget manus. Österberg har givit ut ett flertal nummer av sitt eget seriefanzin Agnosis samt flitigt medverkat i antologisviten Allt för konsten.
Johannasviten är hittills (2018) nio album som kretsar kring de två kvinnorna Johanna och Klara och deras relation, liv och livsval. Österbergs egna berättelser är antingen självbiografiska i tonen eller inspirerade av religion eller grekisk mytologi. 2012 års Nekyia inledde en albumsvit med handlingen förlagd till den grekiska mytologin.
Li Österberg tecknar i en svart-vit, kontrastrik stil. Hennes serier har ett flertal gånger nominerats till Urhunden, och 2018 fick hennes Athena – pappas flicka priset. Agnosis nummer 9 (2010) belönades med Seriefrämjandets stora fanzinpris.

## Biografi

### Bakgrund
Österberg är uppvuxen i Sandviken och gick under 1990-talet på Hammargymnasiets bildestetiska program. Senare studerade hon under tre år på Serietecknarskolan i Hofors (den ettåriga grundkursen framhåller hon som ett särskilt viktigt steg i sin utveckling), samtidigt som hon påbörjade steg mot en professionella seriekarriär.
Tecknandet började tidigt, och serier började hon att göra redan i mellanstadiet. I ungdomsåren var det främst frågan om serier som utspelade sig i en annan tid eller fantasyserier med många komiska inslag. 

### Tidiga serier
Brytpunkten kom 1998 då hon publicerades professionellt för första gången. I Optimal Press antologi Allt för konsten nr 1 finns hennes självbiografiska och humoristiska "Sagan om flickan som bara ville rita". Österbergs självbiografiska alster publicerades därefter i samtliga efterföljande Allt för konsten-album. Ytterligare publicering skedde bland annat i Adam Bomans webbfanzin Wonderful Comics.
Ett samarbete med konstnären Lazze X Strandberg resulterade 2000 i seriealbumet Lazze X – Wilmers ökände bror. Själv är hon inte nöjd med resultatet och räknar det mer som ett amatörprojekt än ett "riktigt" seriealbum.

### Johannasviten
En mer självständig albumdebut blev Johanna från 2003. Figuren Johanna dök ursprungligen upp som bifigur i några av de tidiga serier som Österberg gjorde tillsammans med Patrik Rochling. Rochling hade sommaren 2000 börjat samarbeta, i ett läge där Österberg hade idétorka och Rochling vacklat mellan vilka konstformer han ville ägna sig åt. Johanna blev snart huvudfigur i merparten av upphovsmännens gemensamma verk. Första albumet Johanna, huvudsakligen författat av Rochling och huvudsakligen tecknat av Österberg, släpptes av Optimal Press och fick ett gott kritikermottagande.
Sedermera utvecklades serien till en hel svit där fler och fler bifigurer mejslades fram. Uppföljaren Hjärtat brinner gavs ut 2005 av Optimal, tredje delen Skaparens folk (där Johannas kompis Klara fick en mer central roll) kom 2006 från Komika Förlag. Serierna om Johanna skildrar vardagssituationerna kring den egensinniga Johanna och den mer osäkra Klara.
Fram till 2019 kom nio album ut i albumsviten, varav de fem första 2014 återutgavs i en tjock samlingsvolym på förlaget Kartago. Från och med album sex har utgivningen skett på Epix. 
Efter ett utgivningsuppehåll under covid-19-pandemin, då Österberg istället koncentrerade sig på sin grekiska gudasaga (se nedan), återkom hon 2023 med en elfte volym i serien. Titeln blev En annan frihet.

### Agnosis
Efter att under en lång tid ha tecknat Johanna-serier med Rochling började Österberg 2004 återigen att teckna serier på egen hand. Enligt egen utsago insåg hon då plötsligt att det inte fanns några möjligheter att få dem publicerade. ”Optimal var tills vidare upptaget av Johanna-serierna och Galago verkade inte intresserade.”
Lösningen på detta var det egna seriefanzinet Agnosis, som fram till 2013 har kommit ut i tolv nummer och som har rönt stor uppmärksamhet trots sin status som en amatörpublicerad, fotostatkopierad publikation. Innehållet i Agnosis består främst av självbiografiska serier och kretsar ofta kring Österbergs egna upplevelser av tärande utanförskap och sociala fobier. Den har setts som en beskrivning av livet i en småstad för en som känner sig annorlunda:
| ”                     | Li Österbergs Agnosis handlar om konsten att överleva i Sandviken om man inte gillar bandy. | „ |
| – Gefle Dagblad, 2010 |                                                                                             |   |

Men tidningen förekommer även fiktiva vardagsrealistiska noveller. Och där finns också serier med historiskt, religiöst och lätt fantasyinspirerat innehåll. Bland annat har delar av det kommande albumet Nekyia (se nedan) synts i tidningen, liksom andra serier i samma (grekiskt mytologiska) stil.

### Egna album
Li Österberg har på senare år kommit med flera seriealbum efter eget manus. Det första var Du fattar ingenting (2006), nummer 26 i Seriefrämjandets minialbumutgivning under etiketten Lantis. Flera av serierna från Agnosis samlades 2008 i albumet Det är inte så här det ska vara, utgiven på Komika förlag, och uppföljaren Med andra ögon (2011), utgiven på Optimal Press.
Hades och Kore

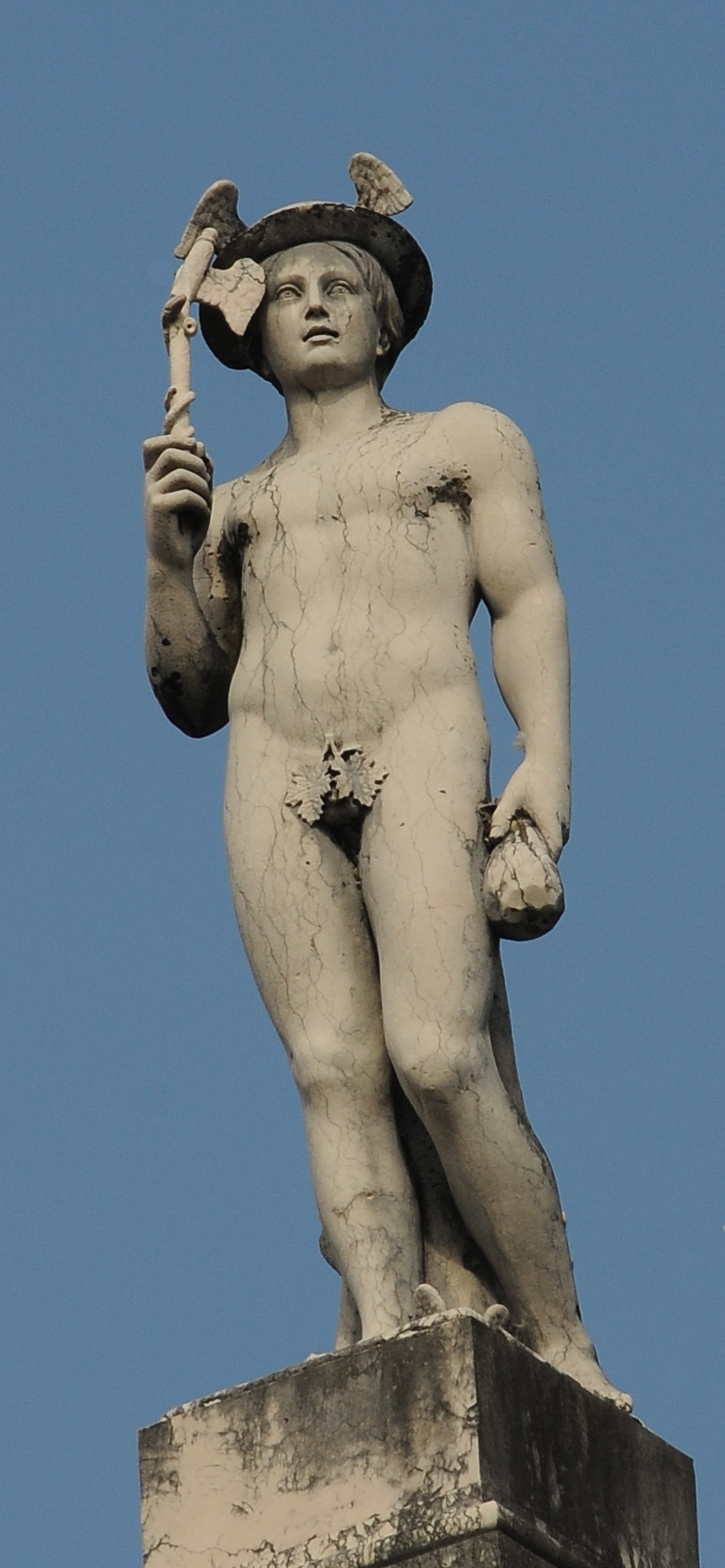
2012 års Nekyia inledde med sin historia om Hermes och Hades en seriesvit med grekiska gudar som seriefigurer.

2012 publicerades Nekyia, en historia inspirerad av den grekiska mytologin. I berättelsen får man följa hur Hermes, tillsammans med den unga flickan Timareta, beger sig ner i underjorden på jakt efter (sin farbror) Hades. Det är mer filosofiska diskussioner än grekisk tragedi, vilket Österberg enligt recensenten på Serienytt.se lyckas med utan att bli högtravande.
Berättelserna om Hades fortsatte med Ljusförgörerskan (2015, omkring Persefone), Athena – pappas flicka (2017, omkring Athena) och Fejd och fest (2018). Den sistnämnda volymen innehåller bland annat alla serierna från Nekyia, som inte längre fanns i tryck. I likhet med Johannasviten har denna utgivning skett på Epix.
Under 2020-talet har serien fortsatt med albumen Gudabröllop och Brudrovet. Österberg har även, i egen regi, givit ut den förstnämnda i engelsk översättning, under titeln Anestheria. Dessförinnan har även Ljusförgörerskan kommit på engelska, under titeln Destroyer of Light.

### Övrig verksamhet
På serieskolan Serios i Vingåker har Österberg hållit i föreläsningar och workshopar tillsammans med Rochling. Han svarade till slutet av 2009 för lejonparten av undervisningen.
I slutet av 00-talet studerade Österberg på Bibliotekshögskolan i Borås. Hon hade dessförinnan tagit Master-utbildningen Seriekonst och avancerat bildberättande vid HDK i Göteborg.
Li Österberg illustrerade under 2011 en folder i samarbete med projektledaren Kamilla Ferry för projektet "Banga Inte Ur", vilket hösten 2011 berörde alla Sandvikens kommuns femteklassare. Projektet var ett samarbete mellan Kamilla Ferry, Sandvikens Folkbibliotek, Konsthallen och Sandvikens kommun.
Österberg har i perioder varit en flitig webbskribent på sin personliga blogg.
Februari 2013 medverkade både Li Österberg och Patrik Rochling i TV-dokumentären Patrick och Johanna, som främst kretsade kring Patriks liv och verk.

### Erkännande
Österberg har ett antal gånger varit finalist i den nordiska serietävlingen på seriefestivalen i finländska Kemi. 2007 erhöll hon Sandvikens kulturstipendium. För nummer 9 av sitt fanzin Agnosis mottog hon 2010 Seriefrämjandets stora fanzinpris, som utdelades vid festivalen SPX. 2016 fick hon motta Gunvor Göranssons Stora kulturpris 2016.
Dessutom har ett flertal av albumen i Österbergs och Rochlings Johannasviten varit nominerade till Urhunden.

## Stil och inspiration

### Stil och teman
Li Österberg tecknar huvudsakligen i en klassisk svart/vit, kontrastrik stil. Innehållet är vanligtvis självbiografiskt och vardagsrealistiskt, men där förekommer även historiska skildringar och enstaka övernaturliga inslag. Hennes tidigaste alster var ofta rena fantasyserier. Hon har en gedigen kunskap om historia och religion, ämnen som ofta kommer till uttryck i hennes serier.
Vanliga teman i hennes självbiografiska alster är hennes utanförskap. Hennes (självupplevda) blyghet, neuroser, sociala fobi och brist på social kompetens är ämnen hon ständigt återkommer till, liksom hennes ambivalenta inställning till sexualitet. Skildringarna av hennes familj, föräldrarna och den enorma syskonskaran som aldrig förstår sig på henne är ofta både melankoliska och dråpliga.
Blandningen av lättsam humor, svart humor och djupaste allvar har funnits genom hela hennes produktion. Humorn är fortfarande närvarande, men utvecklingen har gått åt det allvarliga hållet. I en intervju i Bild & Bubbla nr 3–4/2005 berättar hon angående sin debut i Allt för konsten:
| ”                    | Nästan varje sida avslutas med en humoristisk poäng. Det har jag definitivt kommit ifrån nu. Jag tycker fortfarande att det är viktigt med humor, men tycker inte att den behöver finnas där hela tiden. Mina serier har nog blivit mer melankoliska och filosoferande. | „ |
| – Li Österberg, 2005 | |   |

### Inspirationskällor
Serieskapare som Li Österberg har nämnt som inspirationskällor inkluderar Daniel Ahlgren, Carla Speed McNeil, Roberta Gregory och Tinet Elmgren. Gilbert Hernandez, Jaime Hernandez och Adrian Tomine har ofta påståtts vara inspirationskällor till Johanna-serien, och flera recensenter har kallat Rochlings och Österbergs verk för en svensk variant av Hernandez-brödernas Love and Rockets.
Jaime Hernandez var Österberg ett tag lite inspirerad av, även om influenserna är uppblandade med mycket annat. När Johannasviten började utarbetas hade däremot vare sig Österberg eller Rochling läst särskilt mycket av Hernandez, och Rochlings inspirationskällor var istället olika arbetarförfattare, filmer och berättelser han hört under sin uppväxt.
En annan inspirationsskälla för Österberg är Peter Madsen, inte minst under hennes fantasyperiod. Madsens lättsamma och vardagliga behandling av de nordiska gudarna i Valhall har också inspirerat Österberg i hennes egna berättande om de grekiska gudarna och deras liv och leverne.

### Seriealbum
- 2000 – Lazze X – Wilmers ökände bror (manus: Lazze X Strandberg), Salvekvack förlag. Utgåva: LXSS001

- Johannasviten (Hjärtat brinner[24]) (manus: Patrik Rochling):
  - 2003 –  Johanna. Optimal Press. ISBN 91-88334-69-4
  - 2005 –  Hjärtat brinner. Optimal Press. ISBN 91-88334-85-6
  - 2006 –  Skaparens folk. Komika Förlag. ISBN 91-975919-4-7
  - 2008 –  Pusselbitar. Komika Förlag. ISBN 978-91-86190-01-9
  - 2010 –  Vänd dig om. Man av Skugga förlag. ISBN 91-85253-14-6
    - 2014 –  Johannasviten. Stockholm: Kartago. ISBN 9789175150536 (samlingsvolym med ovanstående fem album)

  - 2012 –  Vaka. Epix. ISBN 978-91-7089-521-0
  - 2015 –  Gasraketen. Stockholm: Epix. 9879170895357
  - 2016 –  Partydrottningen. Epix. ISBN 978-91-7089-560-9
  - 2018 –  Allting börjar här. Stockholm: Epix. ISBN 9789170895739
  - 2019 –  Koppar. Johannasviten ; 10. Stockholm: Epix. ISBN 9789170895852
  - 2023 –  En annan frihet. Johannasviten ; 11. Stockholm: Epix. ISBN 9789170897153

- 2006 –  Du fattar ingenting. Seriefrämjandet. ISBN 91-85161-23-3 (Lantis #27)
- 2008 –  Det är inte så här det ska vara. Komika Förlag. ISBN 9789197642927
- 2011 –  Med andra ögon. Optimal Press. ISBN 978-91-85951-32-1

- Hades och Kore[9]
  - 2012 –  Nekyia. Optimal Press. 9789185951437 (Hades)
  - 2015 –  Ljusförgörerskan. Stockholm: Epix. ISBN 9789170895562 (Persefone)
    - 2021 –  Destroyer of light. [Sandviken]: [Li Österberg]. ISBN 9789151985541 (engelska)

  - 2017 –  Athena – pappas flicka. Stockholm: Epix. ISBN 9789170895678 (Pallas Athena)
  - 2018 –  Fejd och fest. Stockholm: Epix. ISBN 9789170895753 (Hades; delvis återutgivning av Nekyia)
  - 2020 –  Gudabröllop. Stockholm: Epix. ISBN 9789170895913
    - 2022 –  Anthesteria. [Sandviken]: [Li Österberg]. ISBN 9789151985558 (engelska)

  - 2024 –  Brudrovet. De dödas drottning ; 1. Stockholm: Epix. ISBN 9789170897238

### Bidrag i antologier
- 1998 – Allt för konsten 1 ("Flickan som bara ville rita")
- 2000 – Allt för konsten 2
- 2002 – Allt för konsten 3 (med Patrik Rochling)
- 2003 – Allt för konsten 4 (-"-)
- 2004 – Allt för konsten 5 (-"-)
- 2005 – Allt för konsten 6 (-"-)

### Utgivna fanzin
- 2004 – Agnosis nr 1
- 2005 – Agnosis nr 2
- 2005 – Agnosis nr 3
- 2006 – Agnosis nr 4
- 2007 – Agnosis nr 5
- 2008 – Agnosis nr 6
- 2009 – Agnosis nr 7
- 2009 – Agnosis nr 8
- 2010 – Agnosis nr 9
- 2011 – Agnosis nr 10
- 2012 – Agnosis nr 11
- 2013 – Agnosis nr 12

## Priser och utmärkelser
- 2005 – Kemis internationella serietävling, 2:a plats (för serien Neutrum)[26]
- 2007 – Sandvikens kulturstipendium[27]
- 2007 – Kemis internationella serietävling, finalist och hedersomnämnande (för serien Pusselbitar Rochling/Österberg)[28]
- 2010 – Seriefrämjandets stora fanzinpris (för Agnosis 9)[29]
- 2012 – Seriefrämjandets fanzinpris, hedersomnämnande (Agnosis 10)[30]
- 2016 – Stora kulturpriset från Gunvor Göranssons kulturstiftelse[31]
- 2016 – nominering till Urhunden (för Ljusförgörerskan)[32]
- 2018 – Urhunden (för Athena – pappas flicka)[33]